# Apalis lynesi
El apalis de Lynes (Apalis lynesi) es una especie de ave paseriforme de la familia Cisticolidae endémica de los montes de Mozambique. Anteriormente se consideró una subespecie del apalis acollarado.

## Descripción
Mide alrededor de 12 cm de largo. Tiene el píleo y la nuca grises, y la garganta y el pecho negros. El resto de sus partes inferiores son de color amarillo y sus partes superiores son verdes. Las plumas exteriores de su cola son blancas.

## Taxonomía
Fue descubierto en 1932 por el ornitólogo inglés Jack Vincent y descrito por él mismo al año siguiente. No volvió a haber registros suyos hasta que una expedición lo redescubrió en 1998. Hasta 2017 su consideró una subespecie del apalis acollarado (Apalis thoracica). 

## Distribución y hábitat
Se encuentra únicamente en los macizos del monte Namuli y monte Mabu, en el norte de Mozambique. Su hábitat natural son los bosques de montaña por encima del los 1200 m s. n. m., además del límite del bosque y arboledas adyacentes. La tala del bosque es la principal amenaza potencial para la supervivencia, además de la degradación y fragmentación de su hábitat.

## Comportamiento
Se alimenta principalmente de insectos y otros invertebrados pequeños, pero también come semillas y frutos. Busca alimento en parejas o pequeños grupos, a menudo en el suelo o con vuelos cortos.
Los machos y las hembras tienen cantos diferentes, y ambos cantan en dúo, con la hembra respondiendo al canto del macho.
El nido es una bola de musgo que construyen al menos a un metro del suelo.